# Cool FM 103,5 de Saint-Georges
Die Cool FM 103,5 de Saint-Georges (englisch Saint-Georges Cool FM 103,5) sind eine kanadische Eishockeymannschaft aus Saint-Georges-de-Beauce, Québec. Das Team spielt seit 2004 in der Ligue Nord-Américaine de Hockey.

## Geschichte

Früheres Logo der CRS Express

Das Franchise der Chacals de la Rive-Sud aus der Québec Semi-Pro Hockey League wurde 1998 von Rive-Sud nach Saint-Georges-de-Beauce umgesiedelt und in Garaga de Saint-Georges umbenannt. In den Jahren 1999, 2001 und 2004 erreichte das Team jeweils das Finale um die Coupe Futura, scheiterte jedoch jedes Mal. Ein Jahr nach dem Namenswechsel der Liga zu Ligue Nord-Américaine de Hockey erhielt das Team im Anschluss an die Saison 2004/05 den Namen CRS Express de Saint-Georges. In der Saison 2009/10 gewannen die Kanadier erstmals die Coupe Futura.
Im Juni 2010 wurde das Franchise verkauft und in Anlehnung an den neuen Hauptsponsor, einen regionalen Radiosender, in Cool FM 103,5 de Saint-Georges umbenannt. Zudem änderte der Club sein Logo.

## Team-Rekorde

### Karriererekorde
Spiele: 239  Kevin Cloutier
Tore: 160  Philippe Audet
Assists: 283  Kevin Cloutier
Punkte: 417  Kevin Cloutier
Strafminuten: 1283  Brandon Christian

## Bekannte Spieler
- Jesse Bélanger
- Éric Bertrand
- Guillaume Besse
- Jean-François Labbé
- Dany Roussin